# KV Reykjavík
Knattspyrnufélag Vesturbæjar - beter bekend als KV - is een voetbalclub uit de wijk Vesturbæjar van de IJslandse hoofdstad Reykjavik. De club werd opgericht in 2004. In 2013 schreef de club geschiedenis door te promoveren naar de 1. deild karla, de tweede klasse. Het verbleef er slechts een jaar, net zoals in het seizoen 2022. 